# 10. Primetime Emmy-gála
A 10. Primetime Emmy-gála során az 1957 és 1958 között főműsoridőben bemutatott, amerikai televíziós programokat értékelték. A jelölteket az Academy of Television Arts & Sciences választotta ki. A Los Angeles-i Coconut Groveban tartott ceremóniát 1958. április 15-én tartották meg. A műsor házigazdája Danny Thomas volt.

## Győztesek és jelöltek
A nyertesek félkövérrel jelölve.

### Műsorok
| Legjobb vígjátéksorozat | Legjobb antológikus drámasorozat |
| --- | --- |
| - The Phil Silvers Show (CBS) - The Bob Cummings Show (CBS / NBC) - Caesar's Hour (NBC) - Father Knows Best (NBC) - The Jack Benny Program (CBS)                                                                             | - Playhouse 90 (CBS) - Alfred Hitchcock bemutatja (CBS) - Climax! (CBS) - Hallmark Hall of Fame (NBC) - Studio One (CBS)                                    |
| Legjobb folytatólagos drámasorozat | Legjobb varietésorozat |
| - Gunsmoke (CBS) - Lassie (CBS) - Maverick (ABC) - Perry Mason (CBS) - Wagon Train (NBC) | - The Dinah Shore Chevy Show (NBC) - The Ed Sullivan Show (CBS) - The Perry Como Show (NBC) - The Steve Allen Show (NBC) - Tonight Starring Jack Paar (NBC) |
| Legjobb közszolgálati műsor | Legjobb új sorozat |
| - Omnibus (ABC / NBC) - Bell Telephone Science Series (NBC) - Person to Person (CBS) - See It Now (CBS) - Wide Wide World (NBC)                                                                                              | - The Seven Lively Arts (CBS) - Leave It to Beaver (CBS) - Maverick (ABC) - Tonight Starring Jack Paar (NBC) - Wagon Train (NBC)                            |
| Az év műsora | |
| - Playhouse 90 (Epizód: "The Comedian") (CBS) - The Edsel Show (CBS) - General Motors 50th Anniversary Show (NBC) - Hallmark Hall of Fame (Epizód: "The Green Pastures") (NBC) - Playhouse 90 (Epizód: "Helen Morgan") (CBS) | |

### Színészek

#### Főszereplők
| Legjobb önmagát alakító férfi főszereplő | Legjobb önmagát alakító női főszereplő |
| --- | --- |
| - Jack Benny – The Jack Benny Program (Jack Benny) (CBS) - Steve Allen – The Steve Allen Show (Önmaga) (NBC) - Sid Caesar – Caesar's Hour (Önmaga) (NBC) - Perry Como – The Perry Como Show as Önmaga) (NBC) - Jack Paar – Tonight Starring Jack Paar (Önmaga) (NBC)                                      | - Dinah Shore – The Dinah Shore Chevy Show (Önmaga) (NBC) - Gracie Allen – The George Burns and Gracie Allen Show (Gracie Allen) (CBS) - Lucille Ball – I Love Lucy (Lucy Ricardo) (CBS) - Dody Goodman – Tonight Starring Jack Paar (Önmaga) (NBC) - Loretta Young – The Loretta Young Show (Önmaga) (NBC) |
| Legjobb férfi főszereplő (vígjáték vagy drámasorozat) | Legjobb női főszereplő (vígjáték vagy drámasorozat) |
| - Robert Young – Father Knows Best (Jim Anderson) (NBC) - James Arness – Gunsmoke (Matt Dillon) (CBS) - Bob Cummings – The Bob Cummings Show (Bob Collins) (CBS / NBC) - Phil Silvers – The Phil Silvers Show (Ernest G. Bilko) (CBS) - Danny Thomas – The Danny Thomas Show (Danny Williams) (ABC / CBS) | - Jane Wyatt – Father Knows Best (Margaret Anderson) (NBC) - Eve Arden – The Eve Arden Show (Liza Hammond) (CBS) - Spring Byington – December Bride (Lily Ruskin) (CBS) - Jan Clayton – Lassie (Ellen Miller) (CBS) - Ida Lupino – Mr. Adams and Eve (Eve Drake) (CBS)                                      |

#### Mellékszereplők
| Legjobb férfi mellékszereplő | Legjobb női mellékszereplő |
| --- | --- |
| - Carl Reiner – Caesar's Hour (További szereplők) (NBC) - Paul Ford – The Phil Silvers Show (John T. Hall) (CBS) - William Frawley – I Love Lucy (Fred Mertz) (CBS) - Louis Nye – The Steve Allen Show (További szereplők) (NBC) - Dennis Weaver – Gunsmoke (Chester) (CBS) | - Ann B. Davis – The Bob Cummings Show (Charmaine Schultz) (CBS / NBC) - Pat Carroll – Caesar's Hour (Alice Brewster) (NBC) - Verna Felton – December Bride (Hilda Crocker) (CBS) - Marion Lorne – Sally (Myrtle Banford) (CBS) - Vivian Vance – I Love Lucy (Ethel Mertz) (CBS) |

#### Egyedülálló alakítások
| Legjobb egyedülálló alakítás színésztől | Legjobb egyedülálló alakítás színésznőtől |
| --- | --- |
| - Peter Ustinov – Omnibus (Epizód: "The Life of Samuel Johnson") (Dr. Samuel Johnson) (NBC) - Lee J. Cobb – Studio One (Epizód: "No Deadly Medicine") (Dr. Joseph Pearson) (CBS) - Mickey Rooney – Playhouse 90 (Epizód: "The Comedian") (Sammy Hogarth) (CBS) - David Wayne – Suspicion (Epizód: "Heartbeat") (James Mennick) (NBC) - Ed Wynn – Hallmark Hall of Fame (Epizód: "On Borrowed Time") (Gramps Northrup) (CBS) | - Polly Bergen – Playhouse 90 (Epizód: "Helen Morgan") (Helen Morgan) (CBS) - Julie Andrews – Hamupipőke (Hamupipőke) (CBS) - Helen Hayes – The Alcoa Hour (Epizód: "Mrs. Gilling and the Skyscraper") (Mrs. Gilling) (NBC) - Piper Laurie – Studio One (Epizód: "The Deaf Heart") (Ruth Cornelius) (CBS) - Teresa Wright – Playhouse 90 (Epizód: "The Miracle Worker") (Annie Sullivan) (CBS) |

### Rendezők
| Legjobb rendező (félórás vagy rövid műsor) | Legjobb rendező (egyórás vagy hosszabb műsor) |
| --- | --- |
| - Alfred Hitchcock bemutatja (Epizód: "The Glass Eye" – Robert Stevens (CBS) - The Danny Thomas Show – Sheldon Leonard (ABC / CBS) - Father Knows Best – Peter Tewksbury (NBC) - The Patrice Munsel Show – Clark Jones (ABC) - Your Hit Parade – Bill Hobin (NBC) | - The Dinah Shore Chevy Show – Bob Banner (NBC) - Hallmark Hall of Fame – George Schaefer (NBC) - Playhouse 90 (Epizód: "The Comedian" – John Frankenheimer (CBS) - Playhouse 90 (Epizód: "Helen Morgan" – George Roy Hill (CBS) - Playhouse 90 (Epizód: "The Miracle Worker" – Arthur Penn (CBS) |

### Forgatókönyvírók
| Legjobb forgatókönyv (félórás vagy rövid műsor) | Legjobb forgatókönyv (egyórás vagy hosszabb műsor) |
| --- | --- |
| - Schlitz Playhouse of Stars (Epizód: "The Lonely Wizard") – Paul Monash (CBS) - Father Knows Best (Epizód: "Margaret Hires a Gardener") – Roswell Rogers (NBC) - Frontiers of Faith (Epizód: "A Chassidic Tale") – Morton Wishengrad (NBC) - Gunsmoke (Epizód: "Born to Hang") – John Meston (CBS) - Leave It to Beaver (Epizód: "Beaver Gets 'Spelled") – Joe Connelly, Bob Mosher (CBS)                                                                                 | - Playhouse 90 (Epizód: "The Comedian") – Rod Serling (CBS) - Hallmark Hall of Fame (Epizód: "The Green Pastures") – Marc Connelly (NBC) - Omnibus (Epizód: "The Life of Samuel Johnson") – James Lee (NBC) - Playhouse 90 (Epizód: "The Miracle Worker") – William Gibson (CBS) - Studio One (Epizód: "No Deadly Medicine") – Arthur Hailey (CBS) |
| Legjobb forgatókönyvíró (vígjátéksorozat) | |
| - The Phil Silvers Show – Billy Friedberg, Nat Hiken, Coleman Jacoby, Arnold Rosen, A.J. Russell, Terry Ryan, Phil Sharp, Tony Webster, Sydney Zelinka (CBS) - Caesar's Hour – Gary Belkin, Mel Brooks, Larry Gelbart, Sheldon Keller, Neil Simon, Michael Stewart, Mel Tolkin (NBC) - The Ernie Kovacs Show – Ernie Kovacs (NBC) - Father Knows Best – Roswell Rogers, Paul West (NBC) - The Jack Benny Program – George Balzer, Hal Goldman, Al Gordon, Sam Perrin (CBS) | |

## Fordítás
- Ez a szócikk részben vagy egészben  a(z)   10th Primetime Emmy Awards című angol Wikipédia-szócikk fordításán alapul.  Az eredeti cikk szerkesztőit annak laptörténete sorolja fel. Ez a jelzés csupán a megfogalmazás eredetét és a szerzői jogokat jelzi, nem szolgál a cikkben szereplő információk forrásmegjelöléseként.